# Ommatius obscurus
Ommatius obscurus là một loài ruồi trong họ Asilidae. Ommatius obscurus được White miêu tả năm 1918. Loài này phân bố ở miền Australasia.